# Kalendarium historyczne Janowic w lubelskim
Janowice – wieś położona 7 km na W od Kazimierza Dolnego, na lewym brzegu Wisły, około 75 km na NE od klasztoru świętokrzyskiego, 15 km na N od → Braciejowic wsi kluczowej Benedyktynów łysogórskich.
Nazwy lokalne miejscowości w dokumentach źródłowych
w roku 1369 „Janouicze”, 1412 „Janowicze”, „Janowycze”, „Janovice”, 1526 „Janowicze”, 1529 „Janowycze”, „Ianowicze”, 1530 „Janovicze”, 1531 „Janouicze”, 1532 „Janowicze”, 1540 „Janovicze”, 1563 „Janowyce”, 1576n. „Janowice”
Podległość administracyjna świecka i kościelna
- 1497 ziemia sandomierska[4], 1506 powiat radomski
- 1470-80 parafia Serokomla zobacz Janowiec (Długosz L.B. t. II s.552).

## Kalendarium
Wieś stanowiła własność szlachecką.
- 1369 w działach występuje Zaklika z Janowic[5]
- 1412, 1417 w działach Zaklika z Janowic[6][7]
- 1420–7, 1453 w działach Stanisław z Janowic[8][9]
- 1421 znany był Wit z Janowic herbu Janina[10]
- 1427, 1447, 1468–9 znany był Mikołaj z Janowic[11]
- 1428 znany był Smarz z Janowic[12]
- 1450 dziedzicem była Katarzyna, córka śp. Stanisława zwanego Kot z Kotków, żona Mikołaja z Plechowa (Księgi Ziemskie Krakowskie w archiwum Państwowym w Krakowie. CCI 338);
- 1453 znany był Stanisław z Janowic[9]
- 1454 w działach Dorota żona Grzegorza z Janowic (ib. 51);
- 1465 znany był Wojciech Janowski[13]
- 1466 przy podziale rodzinnym Jan Feliks Oleśnicki otrzymuje między innymi tenutę sołecką z wsią Janowice
- 1469 w działach Jan i Mikołaj z Janowic[14]
- 1470–80 dziedzicem był Mikołaj Janowski herbu Syrokomla we wsi był 1 folwark rycerski, 3 łany kmiece (Długosz (L.B. t. II s.553 t. III 248,250)
- 1491 Mikołaj Piechowski i jego żona Katarzyna z Janowic odstępują wieś i okoliczne włości Piotrowi Firlejowi, sędziemu ziemi lubelskiej[15]
- 1491–7 wieś wchodzi w skład dóbr janowickich Firlejów, Janowiec
- 1497 Jan z Gardzienic rezygnuje na rzecz Mikołaja Firleja z Janowca, chorążego krakowskiego, między innymi z dóbr we wsi Janowice, które otrzymał po Annie z Janowic[16]
- 1508 dobra należą do wojewody lubelskiego Firleja[17]
- 1510, 1526 pobór z 1,5 łana (Rejestr Poborowy)
- 1526, 1530–2, 1540 pobór z 1,5 łana i młyna o 1 kole[18]
- 1563 pobór z 2 łanów (Lustracja woj. sandomierskiego 1564–5 s.195)
- 1576–7 Andrzej Firlej daje pobór z 2 łanów i karczmy[19]
- 1662 pogłówne od 92 osób czeladzi dworskiej i poddanych (ib. I/67 98)
- 1787 wieś liczy 190 mieszkańców, w tym 5 Żydów[20]
- 1789 własność Mikołaja Piaskowskiego, w dożywociu u dzierżawcy Solarego, dochód 121/28 zł[21]

## Wydarzenia historyczne
- 1506 król Aleksander Jagiellończyk przenosi na prawo średzkie wsie Mikołaja Firleja z Dąbrowicy, chorążego krakowskiego i starosty lubelskiego, położone między granicami Serokomli i Mszadeł, w tym Janowice i Przyłęk[22]

## Powinności dziesięcinne
Dziesięcina należała do klasztoru świętokrzyskiego i plebana Serokomli.
- 1470–80 z 3 łanów kmiecych dziesięcina snopowa i konopna wart. do 2 grzywien zwożą do stodoły postawionej przez klasztor świętokrzyski, z folwarku dziesięcina snop. należy do plebana Serokomli (Długosz (L.B. II 552; III 248, 250);
- 1529 z pewnych ról Serokomli, Janowic i Mięćmierza dziesięcina snopowa wartości 1/12 grzywny należy do stołu konwentu świętokrzyskiego, z folwarku i pewnych ról kmiecych dziesięcinę snopową wartości 2.5 grzywien pobiera pleban Serokomli (Liber Retaxationum 351, 428);
- 1542–3 z powodu zniszczeń spowodowanych przez wylew Wisły wieś nie oddaje klasztorowi świętokrzyskiemu dziesięcin[23]
- 1595 dziesięcina z ról kmiecych należy do opactwa świętokrzyskiego
- 1660 dziesięcina z folwarku należy do plebana Janowca
- 1612–21 Jan Tarło nie oddaje klasztorowi świętokrzyskiemu dziesięciny z ról kmiecych we wsiach Janowice, Janowiec miasto i Lucimia[24]

## Studenci Uniwersytetu Krakowskiego z Janowic
- 1414–5 Wojciech s. Wierzchosława (Księga Alumnów t. I s. 37)[a]
- 1499 Mikołaj s. Bernarda (ib. II 51);
- 1514 Jan s. Jana (ib. 154).